# Magda Szubanski
Magda Szubanski (ur. 12 kwietnia 1961 w Liverpoolu) – australijska aktorka, komediantka i scenarzystka polskiego pochodzenia.

## Życiorys
Jej ojciec Zbigniew Szubański był żołnierzem Armii Krajowej, komórki 993/W, a matka Szkotką. W 1966 cała jej rodzina wyemigrowała do Australii. W Melbourne uczęszczała do Siena College, w 1976 po raz pierwszy wystąpiła w telewizji jako kapitan drużyny szkolnej w młodzieżowym teleturnieju It's Academic.
W czasie studiów w University of Melbourne występowała w amatorskim kabarecie wraz z Michaelem Veitchem i Tomem Gleisnerem, gdzie została „odkryta” przez producentów serialu ABC The D-Generation którzy namówili ją aby przyłączyła do programu. W późniejszym czasie współtworzyła także inne programy rozrywkowe, między innymi Fast Forward, a później swój autorski program Big Girl's Blouse.
W 1995 wystąpiła po raz pierwszy w filmie długometrażowym – Babe - świnka z klasą, pojawiła się także w jego kontynuacji Babe: Świnka w mieście. Występowała także w serialu fantastyczno-naukowym Farscape. Występowała w popularnym australijskim sitcomie Kath and Kim, gdzie grała postać Sharon Strzelecki. Wystąpiła także w filmie Złoty kompas.
W 2002 wystąpiła w filmie Łowca krokodyli jako Brozzie Drewitt m.in. wspólnie z tytułowym „Łowcą krokodyli” Steve Irwinem, jego żoną Terri Irwin oraz Davidem Wenhamem.
W latach 2009–2010 była „twarzą” programu odchudzającego Jenny Craig. Szubanski rozpoczęła dietę po tym jak zdiagnozowano u niej zespół bezdechu śródsennego, w momencie rozpoczęcia kuracji ważyła 110 kg.

## Życie prywatne
Jej kuzynką jest Magdalena Zawadzka.
W walentynki w 2012 dokonała publicznego coming out, deklarując swoją orientację seksualną jako lesbijka i nawołując do legalizacji małżeństw homoseksualnych.

## Wybrana filmografia
- Bran Nue Dae (2010) – Roadhouse Betty
- Dr Plonk (2007) – pani Plonk
- Złoty kompas (The Golden Compass 2007) – pani Lonsdale
- Happy Feet: Tupot małych stóp (Happy Feet 2006) – Miss Viola (dubbing)
- Son of the Mask 2005) – sąsiadka Betty
- The Crocodile Hunter: Collision Course (2002) – Brozzie Drewitt
- Babe: Świnka w mieście (Babe: Pig in the City 1998) – Esme Hoggett
- Babe - świnka z klasą (Babe 1995) – Esme Hoggett